# Martti Ketelä
Martti Einar Ketelä (* 24. Oktober 1944 in Kotka; † 26. Juni 2002 in Helsinki) war ein finnischer Pentathlet und Fechter.

## Karriere
Ketelä war zweimal Teilnehmer bei Olympischen Spielen und trat beide Male im Modernen Fünfkampf an. 1968 in Mexiko-Stadt erreichte er im Einzel den 20. Platz, in der Mannschaftswertung stand ein fünfter Platz zu Buche. Bei den Spielen 1972 in München verbesserte er sich im Einzel um einen Platz auf Rang 19. Mit der Mannschaft, die aus Ketelä, Risto Hurme und Veikko Salminen bestand, errang er die Bronzemedaille.
1967 war er finnischer Meister im Degenfechten. Mit der Mannschaft wurde er sechsmal Landesmeister.